# لین لیانگ

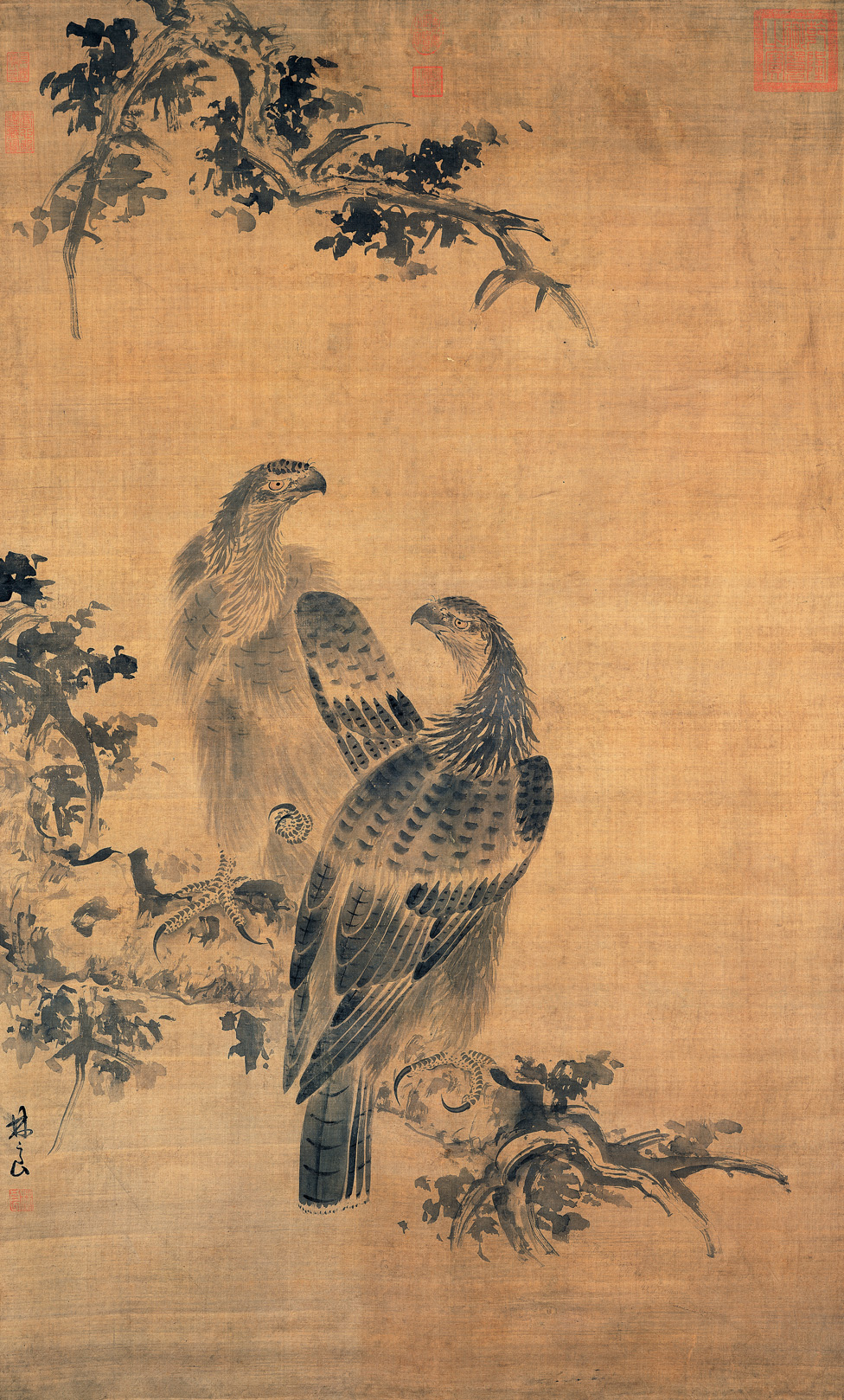
عقاب‌ها اثر لین لیانگ، موزهٔ ملی کاخ

لین لیانگ (چینی: 林良، پین‌یین: Lín Liáng، وید-جایلز: Lin Liang) از نقاشان سلطنتی چینی در دورهٔ پادشاهی مینگ (۱۳۶۸-۱۶۴۴) بود.

## زندگینامه
لین در حدود سال ۱۴۲۴ میلادی در نانهایی در استان گوانگ‌دونگ چین و در خانواده‌ای فقیر زاده شد. او زیر نظر دو هنرمند محلی به نام‌های یانگ زونگ و هو یین به فراگیری نقاشی پرداخت. کارهای او مورد توجه مقامات محلی قرار گرفت و همین امر موجب شهرت او شد. لین در زمان فرمانروایی جنگ‌تونگ (۱۴۵۷-۱۴۶۴) به کاخ امپراتوری راه یافت و به عنوان نقاش سلطنتی مشغول به کار شد. مهارت او در کشیدن نگاره‌هایی از پرندگان، شکوفه‌های آلو، گل‌ها و میوه‌ها بود. لین لیانگ در ۱۵۰۰ میلادی درگذشت.

## نگارخانه

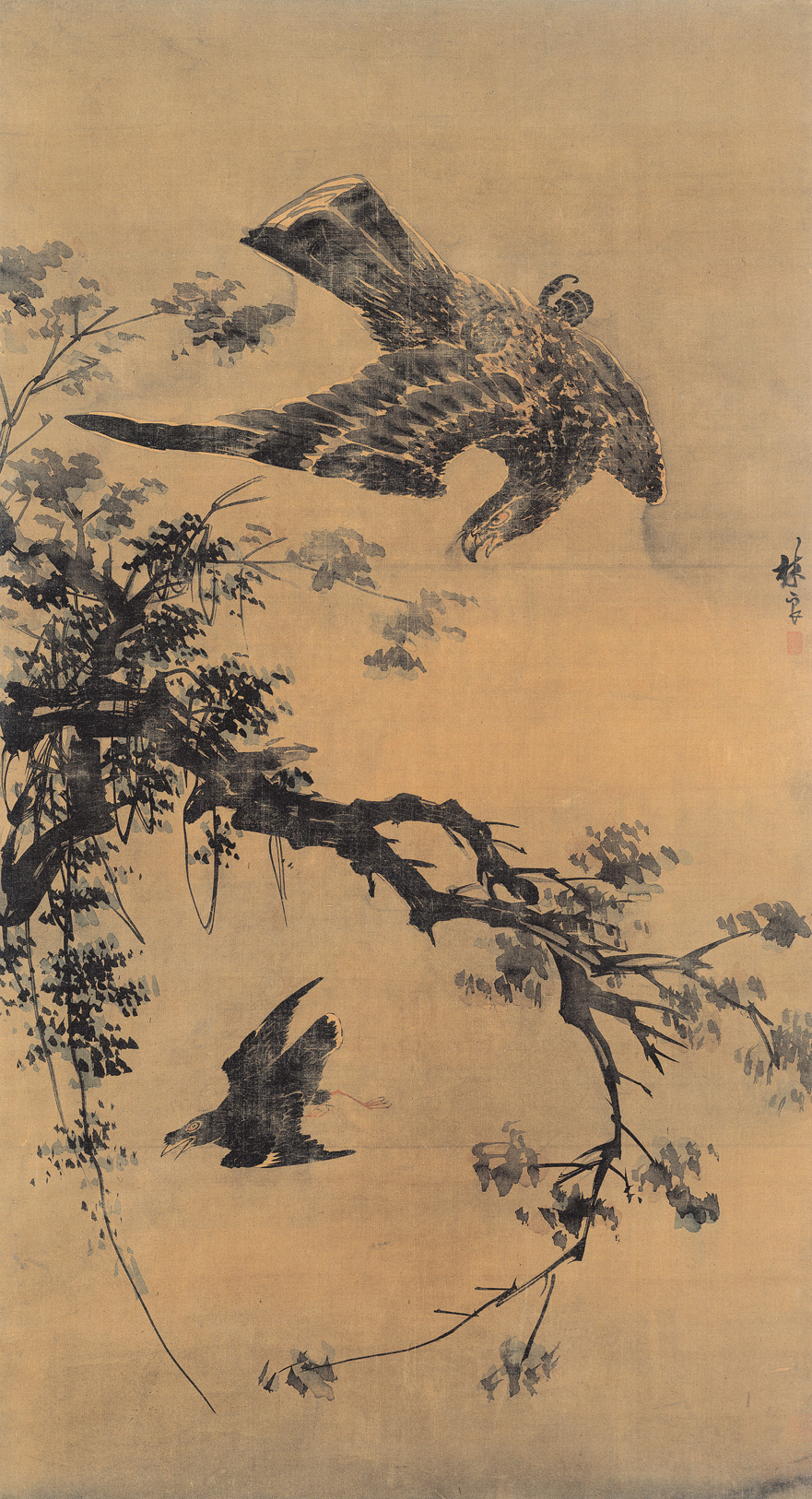
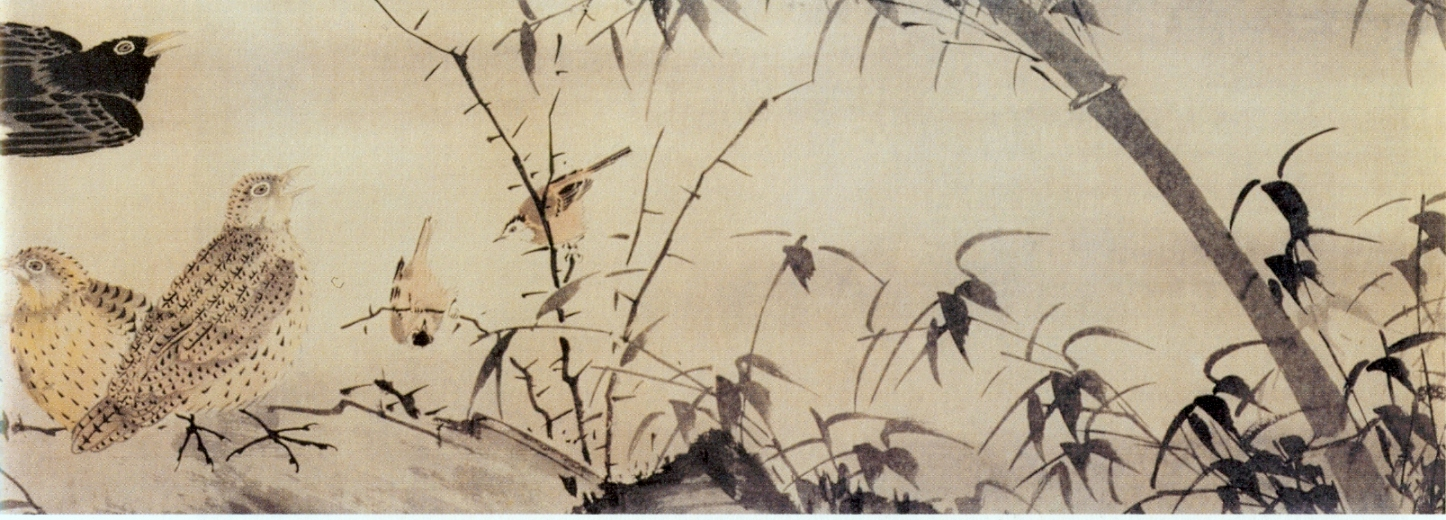
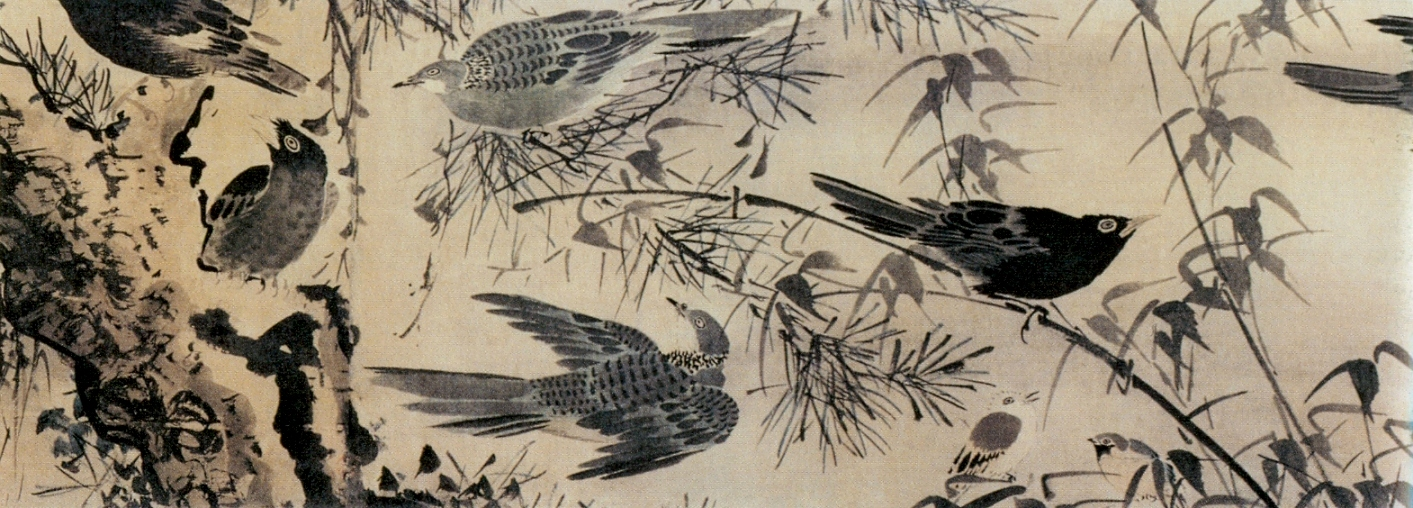